# 渡口まりあ
渡口 まりあ（わたりぐち まりあ、1994年11月18日 - ）は、山口県出身の女子競輪選手。日本競輪選手会山口支部所属、ホームバンクは防府競輪場。日本競輪学校（当時。以下、競輪学校）第114期生。師匠は宮本忠典（55期）。実弟の渡口勝成も競輪選手（119期）。

## 経歴
中学、高校時代はバレーボールに打ち込んでいた。弟である勝成の影響で競輪選手を志したという。ちなみに勝成は養成所在所中にゴールデンキャップを獲得した逸材で、2021年5月にデビューした。
2017年1月12日、競輪学校第114回技能試験に合格。在校競走成績は16位（2勝）。
2018年7月11日、防府競輪場でデビューし7着。初勝利は同年10月30日の松戸競輪場で挙げた。
2022年7月13日、高松FII（モーニング）で初優勝（完全優勝）。